# فردی رودریگز
فردی رودریگز (انگلیسی: Freddy Rodriguez؛ زاده ۱۷ ژانویهٔ ۱۹۷۵) هنرپیشه اهل ایالات متحده آمریکا است. وی از سال ۱۹۹۳ میلادی تاکنون مشغول فعالیت بوده‌است.
از فیلم‌هایی که وی در آن نقش داشته است، می‌توان به شش فوت زیر زمین، سربازان ثروت، رؤیاپردازان، فورت بلیس، شوک بطری، نمی‌توانم صبر کنم و تقاص اشاره کرد.